# 20479 Celisaucier
A 20479 Celisaucier (ideiglenes jelöléssel 1999 NO22) a Naprendszer kisbolygóövében található aszteroida. A LINEAR projekt keretében fedezték fel 1999. július 14-én.